# Zijl (rivier)

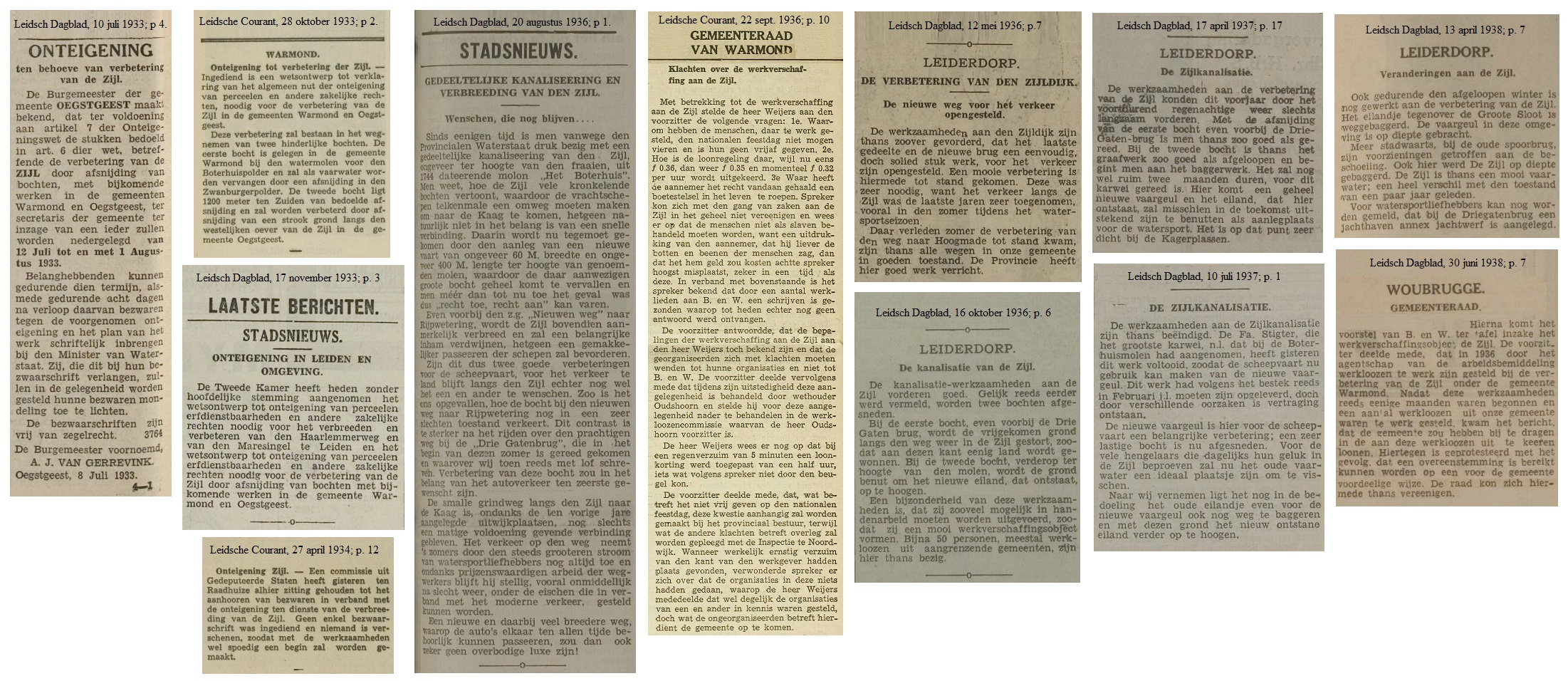
Diverse krantenartikelen uit de jaren 30 over de kanalisering van de Zijl, o.m. als werkverschaffingsproject. Leesbaar bij aanklikken op volledige grootte.

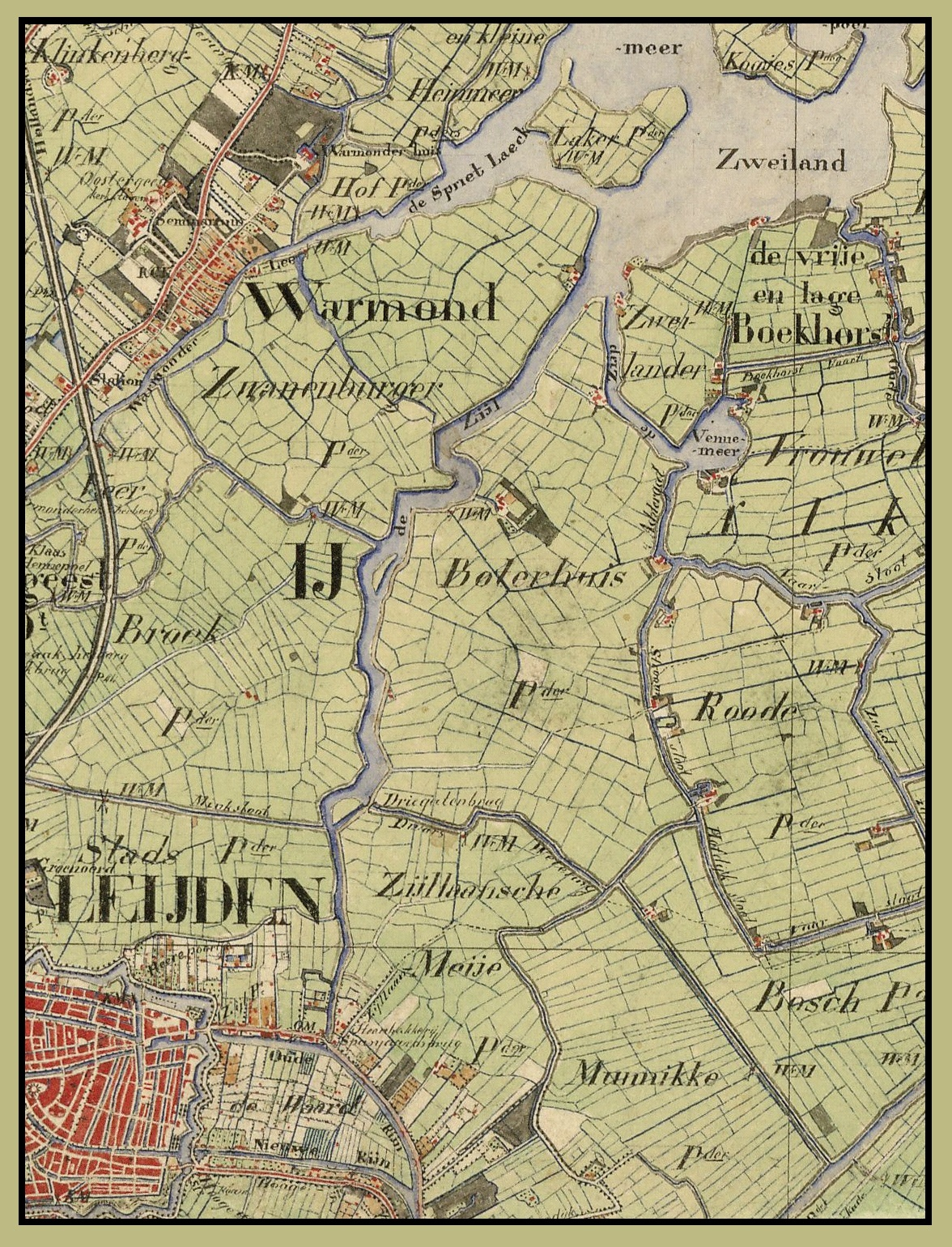
Dit deel van een kaart van Zuid-Holland uit 1850-1851 toont de rivier de Zijl, beginnend in het zuiden bij de Spanjaardsbrug en eindigend bij de monding in de Kager plas Zweiland. Van zuid naar noord liggen er twee eilanden in de rivier. Bij de verbetering van de Zijl in 1936-37 werd bij het zuidelijkste eiland (het Zijleiland, tegenover de Driegatenbrug) de hoofdstroom van de rivier verlegd van de westzijde naar de oostzijde van dit eiland. Het noordelijke eiland, halverwege de rivier gelegen, werd weggebaggerd. De naar het zuidoosten uitstekende punt van de Zwanburgerpolder ten slotte, werd bij die werkzaamheden afgesneden. Daarbij ontstond het Boterhuiseiland. In de jaren 1970 werden vervolgens grote delen van de Zwanburgerpolder afgegraven.

De Zijl (vroeger: Zyl) is een korte rivier in de Nederlandse provincie Zuid-Holland die de verbinding vormt tussen de Oude Rijn en de Kagerplassen. De Zijl loopt in een zuid-noordrichting en is slechts 4,56 km lang, vanaf de Spanjaardsbrug in de stad Leiden tot de Kager plas Zweiland. Er liggen twee eilanden in de Zijl: het Zijleiland en het Boterhuiseiland. Het noordelijk deel werd vroeger wel de Rechte Zijl genoemd, het zuidelijk deel de Kromme Zijl.
De Zijl (1204: Sile) was oorspronkelijk een getijdenkreek, waarvan het noordelijke deel is rond 1200 gegraven ter afwatering op de Kagerplassen. Het Middelnederlandse woord sīle, Oudfries sīl betekent 'waterafvoer' en behoort tot dezelfde stam als 'zijgen' (Oudhoogduits sīhan 'zeven, druppelen'). Het heeft een zelfde oorsprong als het woord zijl ('spuisluis') en is verwant aan Oudnoors sīl 'langzaam stromend water' en Middelnederduits sīl 'waterloop, riool'.

## Verloop
De Zijl takt in Leiden in noordelijke richting van de Oude Rijn af op de plaats waar in zuidelijke richting het Rijn-Schiekanaal begint. De rivier vormt in de zuidelijk helft van haar loop de gemeentegrens tussen Leiden en Leiderdorp. In het zuidelijkste deel zijn zowel de Leidse westoever als de Leiderdorpse oostoever geheel bebouwd. Ten noorden van de Driegatenbrug gaat de oostelijke oever over in het open grasland van de Boterhuispolder, die hier nog tot Leiderdorp behoort. Ten noorden van de Leidse Merenwijk komt de Zijl geheel op Warmonds grondgebied (gemeente Teylingen). Op de oostelijke oever loopt hier de Zijldijk, een weg die voor het verkeer doodloopt..
Aan de westkant van de Zijl ligt voorbij Leiden op Warmonds grondgebied het restant van de Broek en Simontjespolder, gevolgd door het eiland De Strengen met zijn lange noordelijke uitloper Tengnagel (die slechts enkele tientallen meters breed is). Aan de westzijde van Tengnagel ligt 't Joppe, een van de drukst bevaren Kagerplassen. Voorbij de noordpunt van Tengnagel staat de Zijl in open verbinding met 't Joppe. Enige honderden meters verder, bij de noordpunt van de Boterhuispolder en de Kaagsociëteit, mondt de Zijl samen met de Zijp (die uit het zuidoosten komt) uit in de Kager plas Zweiland.
Over de Zijl vaart 's zomers een voetveer vanaf de Zijldijk naar de Broek en Simontjespolder in de Kagerzoom, vlak boven de Leidse Merenwijk.

## Geschiedenis
De Zijl bestond voor een deel als een getijdenkreek toen de Rijn bij Katwijk nog in open verbinding stond met de zee, meer dan 1.000 jaar geleden. In de 12e eeuw verzandde die riviermond en kreeg het Rijnland te kampen met regelmatige wateroverlast door het ontbreken van een goede afwatering. Besloten werd toen de bestaande kreekjes Zyl en Does naar het noorden uit te graven zodat het overtollige water kon worden afgevoerd naar de Kagerplassen en de Haarlemmermeer (toen nog een echt meer) en vandaar naar het Spaarne en het IJ. Een samenwerkingsverband van 15 ambachten aan beide zijden van de Oude Rijn nam deze taak op zich omstreeks 1200. Het graven en onderhouden van deze watergangen kon alleen met succes uitgevoerd worden door een regionale coördinatie. Er ontstond een organisatie die de werken inspecteerde en aan de ambachten onderhoudsverplichtingen oplegde. Op deze wijze ontstond het latere Hoogheemraadschap van Rijnland. Een vroeger aan de oostelijke oever van het water gelegen versterkte woontoren of kasteeltje van rond 1300 heette het Huys Ter Zijl, later Zijlhof geheten, en was het stamhuis van het geslacht Van Zijl. Dit kasteel werd in de 18e eeuw gesloopt.

## Beheer en kanalisering in de jaren 30[11]

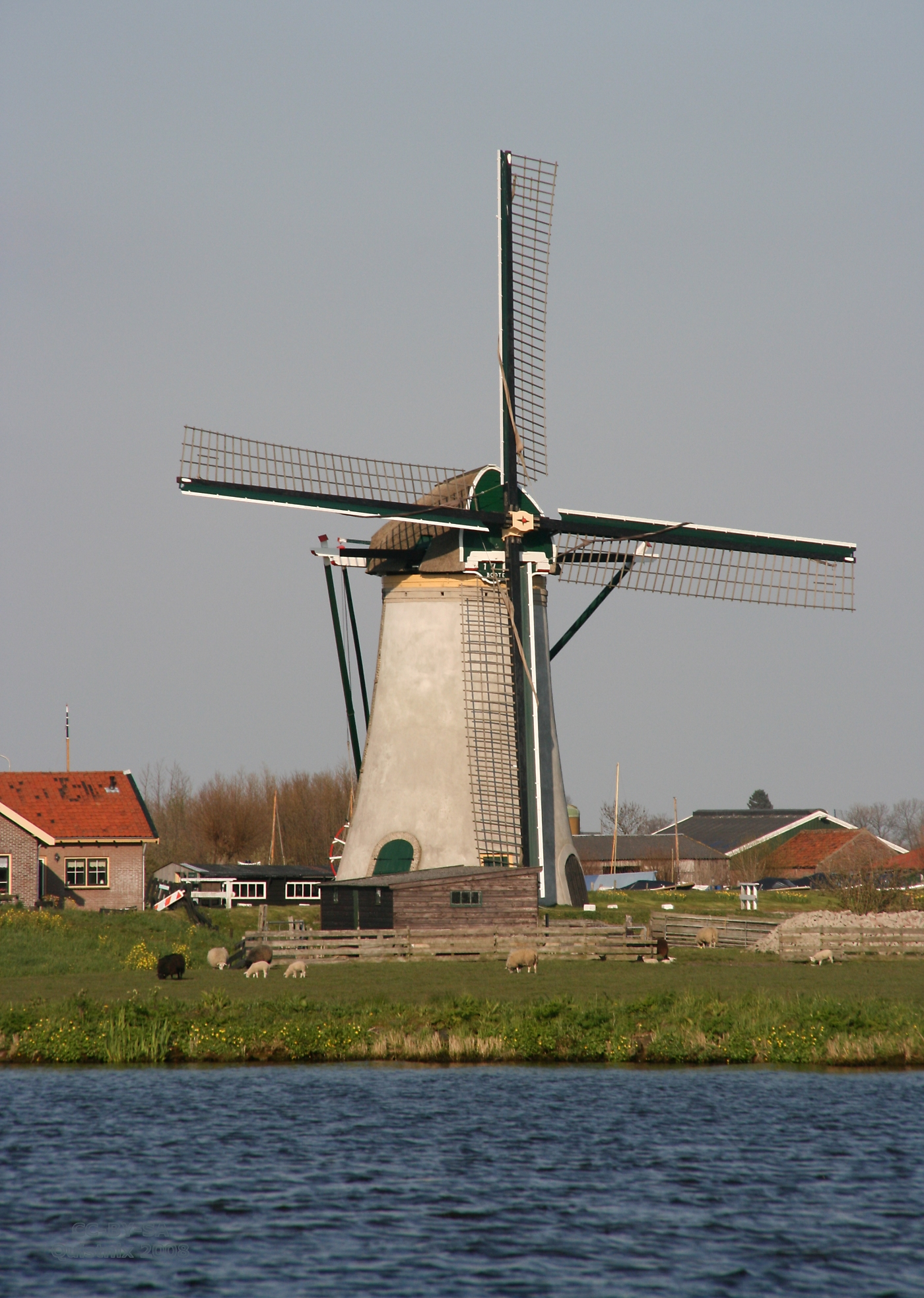
De Boterhuismolen

Het Hoogheemraadschap van Rijnland is verantwoordelijk voor de waterkwaliteit, waterkwantiteit en waterkeringen in de Zijl. De rivier en haar oeververdedigingen zijn evenwel eigendom van de provincie Zuid-Holland, sinds 5 januari 1932. Het is dus een provinciale vaarweg. De provincie heeft daarmee ook de verantwoordelijkheid voor het beheer en onderhoud. Deze taken worden in overleg met het Hoogheemraadschap uitgevoerd.
De provincie nam vanaf 1932 haar nieuwe verantwoordelijkheden voor de rivier serieus en zond al snel een wetsontwerp naar de Tweede Kamer om de Zijl te kunnen verbreden en kanaliseren. Deze werken waren ook bedoeld als werkgelegenheidsproject in de crisisjaren (jaren 30). Het wetsontwerp, getiteld: Verklaring van het algemeen nut der onteigening van perceelen, erfdienstbaarheden en andere zakelijke rechten, noodig voor de verbetering van de Zijl door afsnijding van bochten, met bijkomende werken, in de gemeenten Warmond en Oegstgeest werd door de Tweede Kamer op 17 november 1933 zonder beraadslaging en zonder hoofdelijke stemming aangenomen. De werkzaamheden werden uitgevoerd in 1936 en 1937. Daarbij werd een punt van de Zwanburgerpolder tegenover de Boterhuismolen afgegraven. Dit afgesneden stuk polder (4 hectare) werd het Boterhuiseiland dat vaak als een eiland in de Kagerplassen wordt beschouwd maar dat eigenlijk in de Zijl ligt; immers mondt de Zijl pas 1,5 km verderop uit in de plassen. 1200 m zuidelijker, tegenover de Driegatenbrug bestond reeds het Zijleiland. De hoofdstroom van de Zijl maakte een bocht om de westkant van dit eiland; door baggerwerk werd de hoofdstroom verlegd naar de oostzijde van dit eiland. Op het Zijleiland ligt thans de Jachthaven Zijlzicht.
geTijdens de kanalisering in 1936 werd ook een naamloos eilandje weggebaggerd ter hoogte van de Broek en Simontjespolder, waar nu het voetveer is. De rivier is daar erg breed. Ook werd de weg over de Zijldijk (tot dan toe een grindpad) verbeterd.

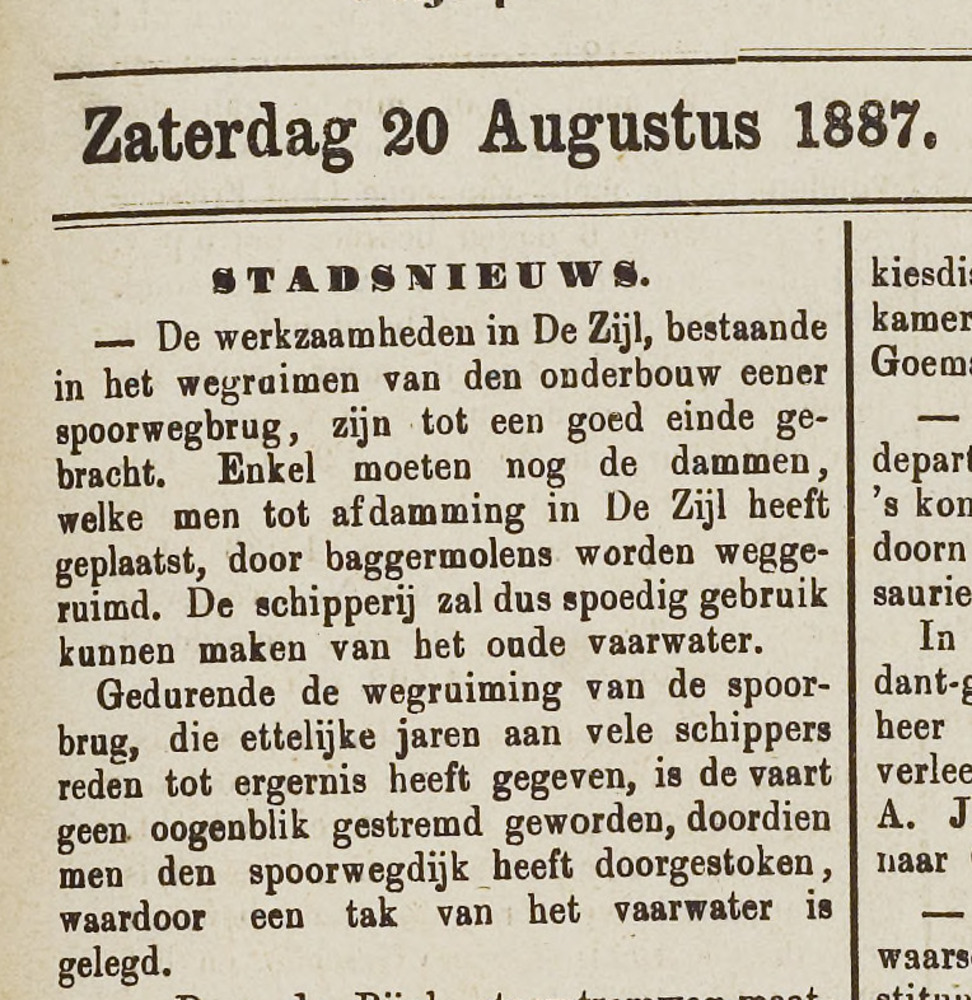
De spoorbrug verwijderd die veel ergernis heeft gegeven aan de schippers. (Leydse Courant, 20/08/1887)

Van circa 1912 tot in de late jaren 30 was er een draaibrug over de Zijl van de spoorlijn Hoofddorp – Leiden Heerensingel, onderdeel van de Haarlemmermeerspoorlijnen. Deze brug was gelegen ter hoogte van de huidige Willem de Zwijgerlaan in Leiden. Deze spoorlijn werd rond 1935 opgeheven, waarna de brug werd afgebroken. Eerder was het al de bedoeling dat de nieuw aan te leggen spoorlijn tussen Leiden en Woerden de Zijl zou kruisen ter hoogte van het huidige Zijleiland. Begin jaren '60 van de negentiende eeuw waren pijlers in de Zijl aangebracht voor een spoorbrug. Toen de Tweede Kamer op 12 mei 1862 het wetsontwerp voor deze spoorlijn verwierp ten gunste van een spoorlijn tussen Den Haag en Gouda, zijn de pijlers 25 jaar later weer verwijderd, omdat ze de doorgang op de Zijl hinderden.
Bij de herindeling in 1966 is de nieuw te vestigen gemeentegrens tussen Leiden en Leiderdorp midden in de Zijl aangebracht. Hierdoor hoort het Zijleiland dat sinds het verleggen van de Zijl doorsneden werd door een gemeentegrens helemaal bij Leiden ging horen.

## Namen
Behalve aan de Zijldijk te Warmond heeft de Zijl zijn naam ook gegeven aan de Zijlsingel (singel en straat), de Zijlstraat, de Zijloever, de Zijlpoort (een van de oude Leidse stadspoorten), de Zijldonk, en aan het Sportcomplex de Zijl (allemaal in Leiden) en in Leiderdorp aan het Zijlkwartier, de Zijlbaan, de Zijllaan, de Zijloordkade, de Zijlstroom, de Zijllaan en Meijepolder (ook wel de Zijllaansche Meijepolder genoemd) en Meelfabriek Zijlstroom BV. Sinds 2008 bestaat er ook een klein type zeilsloep dat naar dit riviertje is vernoemd: de Zijlsloep.